# سمیر غرب
سمیر غرب (انگلیسی: Samir Gharbo; ۱۳ مارس ۱۹۲۵ – ۱۰ آوریل ۲۰۱۸) بازیکن واترپلو اهل مصر بود.